# AFL - Division I 2019
La AFL Division I 2019 è stata la 34ª edizione del campionato di football americano di secondo livello, organizzato dalla AFBÖ.

## Squadre partecipanti
| Club                  | Città                    | Stadio | Sponsor ufficiale      | Risultato nella stagione 2018 |
| --------------------- | ------------------------ | ------ | ---------------------- | ----------------------------- |
| Bratislava Monarchs   | Bratislava               |        |                        |                               |
| Carinthian Lions      | Klagenfurt am Wörthersee |        |                        |                               |
| Cineplexx Blue Devils | Hohenems                 |        |                        |                               |
| Salzburg Bulls        | Salisburgo               |        |                        |                               |
| Sankt Pölten Invaders | Sankt Pölten             |        | Assicurazioni Generali |                               |
| Styrian Bears         | Graz                     |        |                        |                               |
| Telfs Patriots        | Telfs                    |        |                        |                               |
| Tirol Raiders JV      | Innsbruck                |        | Swarco                 |                               |
| Vienna Knights        | Vienna                   |        |                        |                               |
| Vienna Vikings 2      | Vienna                   |        | Dacia                  |                               |

## Stagione regolare

### Calendario

#### 1ª giornata
| Schwaz 23 marzo 2019, ore 12:00 | Tirol Raiders JV | 26 – 28 (8-0 6-14 6-14 6-0) referto | Carinthian Lions | Silberstadt Arena |

| Vienna 23 marzo 2019, ore 18:00 | Vienna Knights | 35 – 0 (0-0 21-0 7-0 7-0) referto | Vienna Vikings 2 | Footballzentrum Ravelinstraße |

| Hohenems 24 marzo 2019, ore 15:00 | Cineplexx Blue Devils | 18 – 42 (12-0 6-7 0-15 0-20) referto | Telfs Patriots | Stadion Herrenried |

#### 2ª giornata
| Nové Mesto 31 marzo 2019, ore 14:00 | Bratislava Monarchs | 54 – 0 (28-0 9-0 7-0 10-0) referto | Sankt Pölten Invaders | Športový areál Mladá garda |

#### 3ª giornata
| Sankt Pölten 6 aprile 2019, ore 16:00 | Sankt Pölten Invaders | 6 – 21 (6-7 0-0 0-0 0-14) referto | Styrian Bears | Egger Homefield |

| Vienna 6 aprile 2019, ore 18:00 | Vienna Vikings 2 | 9 – 27 (0-7 3-0 0-20 6-0) referto | Bratislava Monarchs | Footballzentrum Ravelinstraße |

| Klagenfurt am Wörthersee 7 aprile 2019, ore 15:00 | Carinthian Lions | 0 – 25 (0-15 0-0 0-7 0-3) referto | Cineplexx Blue Devils | Sportplatz Annabichl |

| Salisburgo 7 aprile 2019, ore 15:00 | Salzburg Bulls | 69 – 28 (20-0 21-21 0-7 28-0) referto | Tirol Raiders JV | Bulls Field (400 spett.) |

#### 4ª giornata
| Graz 20 aprile 2019, ore 14:00 | Styrian Bears | 35 – 10 (14-0 7-7 7-3 7-0) referto | Vienna Vikings 2 | Verbandsplatz Graz |

| Schwaz 20 aprile 2019, ore 15:00 | Tirol Raiders JV | 47 – 22 (13-0 26-8 8-14 0-0) referto | Cineplexx Blue Devils | Silberstadt Arena |

| 20 aprile 2019, ore 18:00 | Telfs Patriots | 28 – 7 (7-0 21-0 0-0 0-7) referto | Salzburg Bulls | (400 spett.) |

| Bratislava 21 aprile 2019, ore 14:00 | Bratislava Monarchs | 39 – 21 (7-0 14-0 9-7 9-14) referto | Vienna Knights | ŠCP Dúbravka |

#### 5ª giornata
| Klagenfurt am Wörthersee 4 maggio 2019, ore 15:00 | Carinthian Lions | 6 – 34 (0-7 6-21 0-0 0-6) referto | Telfs Patriots | Sportplatz Annabichl |

| Vienna 4 maggio 2019, ore 18:00 | Vienna Vikings 2 | 25 – 16 (6-3 14-7 3-0 2-6) referto | Sankt Pölten Invaders | Footballzentrum Ravelinstraße |

| Vienna 5 maggio 2019, ore 15:00 | Vienna Knights | 16 – 6 (6-0 0-0 0-6 10-0) referto | Styrian Bears | Footballzentrum Ravelinstraße |

#### 6ª giornata
| Salisburgo 11 maggio 2019, ore 15:00 | Salzburg Bulls | 28 – 0 (12-0 2-0 7-0 7-0) referto | Carinthian Lions | Bulls Field |

| Sankt Pölten 11 maggio 2019, ore 16:00 | Sankt Pölten Invaders | 6 – 21 (0-6 0-8 0-0 6-7) referto | Vienna Knights | Egger Homefield |

| Graz 12 maggio 2019, ore 14:00 | Styrian Bears | 22 – 50 (0-14 8-22 0-8 14-6) referto | Bratislava Monarchs | Verbandsplatz Graz |

| Telfs 12 maggio 2019, ore 15:00 | Telfs Patriots | 54 – 22 (7-6 20-8 20-8 7-0) referto | Tirol Raiders JV | Sportzentrum Telfs |

#### 7ª giornata
| Klagenfurt am Wörthersee 18 maggio 2019, ore 15:00 | Carinthian Lions | 21 – 14 (0-7 7-0 7-0 7-7) referto | Tirol Raiders JV | Sportplatz Annabichl |

| Vienna 18 maggio 2019, ore 15:00 | Vienna Knights | 30 – 27 (7-7 7-14 3-0 13-6) referto | Bratislava Monarchs | Footballzentrum Ravelinstraße |

| Vienna 18 maggio 2019, ore 18:00 | Vienna Vikings 2 | 13 – 17 (7-0 0-0 6-7 0-10) referto | Styrian Bears | Footballzentrum Ravelinstraße |

| Salisburgo 19 maggio 2019, ore 15:00 | Salzburg Bulls | 20 – 14 (0-0 7-7 6-7 7-0) referto | Telfs Patriots | Bulls Field (400 spett.) |

#### 8ª giornata
| Hohenems 1º giugno 2019, ore 16:00 | Cineplexx Blue Devils | 55 – 6 (21-0 21-0 6-6 7-0) referto | Carinthian Lions | Stadion Herrenried |

| Sankt Pölten 1º giugno 2019, ore 16:00 | Sankt Pölten Invaders | 13 – 20 (0-0 7-7 6-6 0-7) referto | Vienna Vikings 2 | Egger Homefield |

| Graz 2 giugno 2019, ore 14:00 | Styrian Bears | 41 – 13 (7-7 14-6 7-0 13-0) referto | Vienna Knights | Verbandsplatz Graz |

| Imst 2 giugno 2019, ore 15:00 | Tirol Raiders JV | 41 – 35 (7-0 14-7 12-7 8-21) referto | Salzburg Bulls | Velly Arena |

#### 9ª giornata
| Klagenfurt am Wörthersee 8 giugno 2019, ore 16:00 | Carinthian Lions | 7 – 25 (7-6 0-0 0-7 0-12) referto | Salzburg Bulls | Sportplatz Annabichl |

| Telfs 8 giugno 2019, ore 18:00 | Telfs Patriots | 20 – 21 (6-6 0-0 14-7 0-8) referto | Cineplexx Blue Devils | Sportzentrum Telfs |

| Bratislava 9 giugno 2019, ore 14:00 | Bratislava Monarchs | 42 – 7 (14-0 20-7 8-0 0-0) referto | Styrian Bears | ŠCP Dúbravka |

| Vienna 9 giugno 2019, ore 15:00 | Vienna Knights | 23 – 14 (7-0 9-0 0-0 7-14) referto | Sankt Pölten Invaders | Footballzentrum Ravelinstraße |

#### 10ª giornata
| Hohenems 16 giugno 2019, ore 15:00 | Cineplexx Blue Devils | 39 – 19 (7-13 14-0 11-6 7-0) referto | Salzburg Bulls | Stadion Herrenried |

#### 11ª giornata
| Sankt Pölten 22 giugno 2019, ore 16:00 | Sankt Pölten Invaders | 13 – 31 (7-8 0-15 0-0 6-8) referto | Bratislava Monarchs | Egger Homefield |

| Telfs 22 giugno 2019, ore 18:00 | Telfs Patriots | 41 – 13 (20-0 14-6 0-0 7-7) referto | Carinthian Lions | Sportzentrum Telfs |

| Vienna 22 giugno 2019, ore 18:00 | Vienna Vikings 2 | 12 – 14 (6-7 0-0 6-7 0-0) referto | Vienna Knights | Footballzentrum Ravelinstraße |

| Hohenems 23 giugno 2019, ore 15:00 | Cineplexx Blue Devils | 28 – 14 (6-0 15-6 0-8 7-0) referto | Tirol Raiders JV | Stadion Herrenried |

#### 12ª giornata
| Graz 30 giugno 2019, ore 14:00 | Styrian Bears | 21 – 12 (0-0 12-0 3-6 6-6) referto | Sankt Pölten Invaders | Verbandsplatz Graz |

| Bratislava 30 giugno 2019, ore 14:00 | Bratislava Monarchs | 61 – 16 (28-0 23-0 7-8 3-8) referto | Vienna Vikings 2 | ŠCP Dúbravka |

| Schwaz 30 giugno 2019, ore 15:00 | Tirol Raiders JV | 42 – 41 (14-14 14-14 0-0 14-13) referto | Telfs Patriots | Silberstadt Arena |

| Salisburgo 30 giugno 2019, ore 15:00 | Salzburg Bulls | 7 – 16 (7-9 0-0 0-0 0-7) referto | Cineplexx Blue Devils | Bulls Field |

### Classifica
La classifica della regular season è la seguente:
- PCT = percentuale di vittorie, G = partite giocate, V = partite vinte,  P = partite perse, PF = punti fatti, PS = punti subiti

#### Conference A
| Pos. | Squadra               | PCT  | G | V | N | P | PF  | PS  |
| ---- | --------------------- | ---- | - | - | - | - | --- | --- |
| 1    | Bratislava Monarchs   | .875 | 8 | 7 | 0 | 1 | 331 | 118 |
| 2    | Vienna Knights        | .750 | 8 | 6 | 0 | 2 | 173 | 145 |
| 3    | Styrian Bears         | .625 | 8 | 5 | 0 | 3 | 170 | 162 |
| 4    | Vienna Vikings 2      | .250 | 8 | 2 | 0 | 6 | 105 | 218 |
| 5    | Sankt Pölten Invaders | .000 | 8 | 0 | 0 | 8 | 80  | 216 |

#### Conference B
| Pos. | Squadra               | PCT  | G | V | N | P | PF  | PS  |
| ---- | --------------------- | ---- | - | - | - | - | --- | --- |
| 1    | Cineplexx Blue Devils | .750 | 8 | 6 | 0 | 2 | 224 | 155 |
| 2    | Telfs Patriots        | .625 | 8 | 5 | 0 | 3 | 274 | 149 |
| 3    | Salzburg Bulls        | .500 | 8 | 4 | 0 | 4 | 210 | 173 |
| 4    | Tirol Raiders JV      | .375 | 8 | 3 | 0 | 5 | 234 | 298 |
| 5    | Carinthian Lions      | .250 | 8 | 2 | 0 | 6 | 81  | 248 |

## Playoff e playout

### Tabellone
Le ultime classificate dei gironi si incontrano in un playout.
|  | Semifinali | Semifinali            | Semifinali |                       |    | XXII Silver Bowl    | XXII Silver Bowl | XXII Silver Bowl |  |
|  |            |                       |            |                       |    |                     |                  |                  |  |
|  | 1A         | Bratislava Monarchs   | 54         |                       |    |                     |                  |                  |  |
|  | 1A         | Bratislava Monarchs   | 54         |                       |    |                     |                  |                  |  |
|  | 2B         | Telfs Patriots        | 20         |                       |    |                     |                  |                  |  |
|  | 2B         | Telfs Patriots        | 20         |                       | 1A | Bratislava Monarchs | 10               |                  |  |
|  |            |                       |            |                       | 1A | Bratislava Monarchs | 10               |                  |  |
|  |            |                       | 1B         | Cineplexx Blue Devils | 17 |                     |                  |                  |  |
|  | 2A         | Vienna Knights        | 1B         | Cineplexx Blue Devils | 17 | 27                  |                  |                  |  |
|  | 2A         | Vienna Knights        |            |                       |    |                     |                  |                  |  |
|  | 1B         | Cineplexx Blue Devils | 28         |                       |    |                     |                  |                  |  |

### Semifinali
| 13 luglio 2019, ore 16:00 | Bratislava Monarchs | 54 – 20 (26-0 6-0 7-20 15-0) | Telfs Patriots |  |

| 14 luglio 2019, ore 15:00 | Cineplexx Blue Devils | 28 – 27 (8-7 7-13 7-7 6-0) | Vienna Knights | (1220 spett.) |

### Playout
| 13 luglio 2019, ore 15:00 | Carinthian Lions | 22 – 21 (7-15 3-0 6-0 6-6) | Sankt Pölten Invaders |  |

### XXII Silver Bowl
| Sankt Pölten 27 luglio 2019, ore 15:00 | Bratislava Monarchs | 10 – 17 (d.t.s.) (3-0 0-7 0-0 7-3 0-7) | Cineplexx Blue Devils | NV Arena |

## Verdetti
- Cineplexx Blue Devils Vincitori dell'AFL Division I 2019